# Eduard von Hartmann

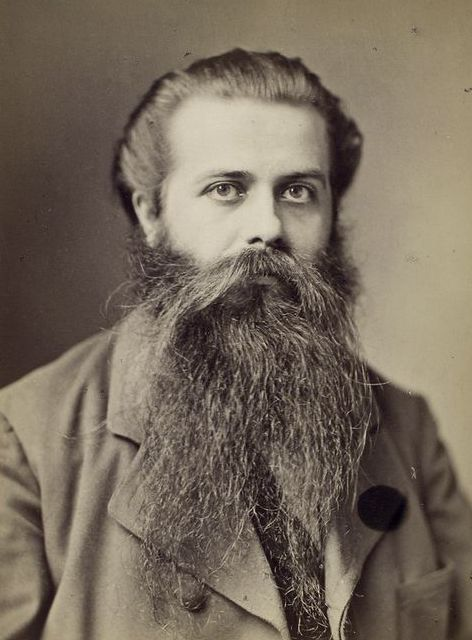
Eduard von Hartmann

Karl Robert Eduard Hartmann (na 1862 von Hartmann) (Berlijn, 23 februari 1842 – aldaar, 5 juni 1906) was een Duits filosoof. Hij was de auteur van Philosophie des Unbewußten (1869). Na de publicatie van dit werk werd Von Hartmann "de bekendste, belangrijkste, en meest bediscussieerde filosoof van onze tijd", maar raakte vervolgens snel in vergetelheid.

## Werk
Het werk van Von Hartmann, Philosophie des Unbewußten, was meteen een bestseller. Oplages volgden elkaar in hoog tempo op, en er verschenen veel discussies en heftige kritieken rond het werk. De "Hartmann literatuur" bedroeg een decennium na de verschijning van zijn hoofdwerk rond de 750 items.
Een van de redenen dat Von Hartmann met zijn werk de tijdsgeest goed had aangevoeld, was dat hij een filosofisch systeem ontwierp dat de populair geworden pessimist Schopenhauer combineerde met het vooruitgangsdenken van Hegel.

## Ontvangst
Andere navolgers van Schopenhauer keken met jaloezie naar het succes van Von Hartmann. Zo schreef Philipp Mainländer een polemisch essay in de hoop zelf hiermee beroemd te worden – helaas voor hem verscheen zijn essay pas nadat de sensatie was uitgedoofd.
Nietzsche vond net als Mainländer dat Von Hartmann geen waardige opvolger van Schopenhauer was, en polemiseerde veelvuldig in zijn vroege geschriften tegen Von Hartmann. De beroemde Von Hartmann negeerde de onbelangrijke Nietzsche. Toen de rollen waren omgedraaid sloeg Von Hartmann terug door Nietzsche te beschuldigen van het plagiëren van Max Stirner: een beschuldiging die tot op de dag van vandaag bekend is.
Ook Tolstoj noemt Von Hartmann in zijn werk De Kreutzersonate:

"Maar hoe," vroeg ik verbijsterd, "zou het menselijk ras blijven voortbestaan?"
"Maar welk nut heeft zijn voortbestaan dan?"
"Wat! Wat het nut is? Maar dan zouden we niet bestaan."
"En waarom is het noodzakelijk dat we bestaan?"
"Waarom, om te leven, natuurlijk."
"En waarom leven? De Schopenhauers, de Hartmanns, en alle boeddhisten, zeggen dat het grootste geluk bestaat in Nirwana, niet-leven; en ze hebben in deze zin gelijk, – dat het menselijk geluk samenvalt met de vernietiging van het 'zelf' "